# Sara Ricci
Sara Ricci, née le 27 novembre 1971 à Rome est une actrice italienne.

## Biographie
Sara Ricci est notamment connue pour le rôle de la Contessa di Nola, la mère de Violetta, dans la série télévisée Mia and Me.

## Filmographie partielle

### Cinéma
- 1992 : La villa del venerdì de Mauro Bolognini
- 1995 : Par-delà les nuages (Al di là delle nuvole) de Michelangelo Antonioni et Wim Wenders
- 1997 : Fratelli coltelli de Maurizio Ponzi : Donna Virginia giovane
- 1997 : Cosa c'entra con l'amore de Marco Speroni
- 1997 : Asino chi legge de Pietro Reggiani (court métrage)  (Ruban d'argent 1999 du meilleur court métrage
- 2011 : Cara, ti amo... de Gian Paolo Vallati

### Télévision
- 1997 : Il nostro piccolo angelo d'Andrea et Antonio Frazzi - téléfilm : Luciana
- 1997 : Deserto di fuoco de Enzo G. Castellari
- 1998 : Sotto la luna de Franco Bernini
- 1999 : Vivere, Soap opera : Adriana Gherardi
- 2003 : Il maresciallo Rocca 4 de Giorgio Capitani - Episodio: La ragazza col cagnolino :  Michela
- 2008 : Don Matteo 6 - Épisode: Il tesoro di Orfeo de Giulio Base : Monica Belsiani
- 2008 : Provaci ancora prof 3 de Rossella Izzo - Épisode : Effetto Blacklight : Sara Barzocchini
- 2011-en cours :  Mia and Me : comtesse di Nola
- 2014 : Don Matteo 9  Épisode : Fuori dal mondo de Monica Vullo
- 2015 : Alex and Co : la mère de Nicole